# 1949 Messina
1949 Messina è un asteroide della fascia principale. Scoperto nel 1936, presenta un'orbita caratterizzata da un semiasse maggiore pari a 2,3833717 UA e da un'eccentricità di 0,2297831, inclinata di 4,65718° rispetto all'eclittica.